# Agyrta lacteicolor
Agyrta lacteicolor là một loài bướm đêm thuộc phân họ Arctiinae, họ Erebidae.